# Langres
Langres [lɑ̃ɡʁ] ist eine französische Stadt im Département Haute-Marne der Region Grand Est. Die Stadt hat 7683 Einwohner (Stand 1. Januar 2022), ungefähr so viele wie bereits am Ende des 18. Jahrhunderts.

## Geografie
Die Stadt erhebt sich auf einem Vorgebirge der Hochebene gleichen Namens. Auf dem Plateau von Langres entspringen einige der wichtigsten Flüsse Frankreichs, z. B. die Marne, die Seine und die Aube. Langres selbst liegt am Oberlauf der Marne, die hier Teil des Canal de la Marne à la Saône (deutsch „Marne-Saône-Kanal“) ist. Auf diesem Wege wird – unter Ausnutzung weiterer Flüsse und Kanäle – eine schiffbare Verbindung aus dem Raum Paris bis zum Mittelmeer ermöglicht.

## Geologie
Langres liegt am Ostrand des Mitteljura-(Dogger-)Plateaus, das als Plateau de Langres bezeichnet wird. Die Stadt sitzt auf einem halbinselartigen, Nord-Süd-verlaufenden Vorsprung dieses verkarsteten Kalkplateaus, das sich hier mit einer Schichtstufe über das östliche und nordöstliche, von der jungen Marne durchflossene Unterjura-(Lias-)Vorland erhebt. Die Spornlage der Stadt ist der Erosionsleistung des parallel zum Stufenrand verlaufenden Flüsschens Bonnelle zu verdanken, das sich westlich Langres bis in die Unterjuraschichten eingegraben hat. Die großenteils oolithischen Mitteljuraschichten sind Sedimente des „Doggermeeres“, entstanden vor 170 bis 166 Millionen Jahren (chronostratigraphisch: Bajocium und Bathonium).

## Geschichte

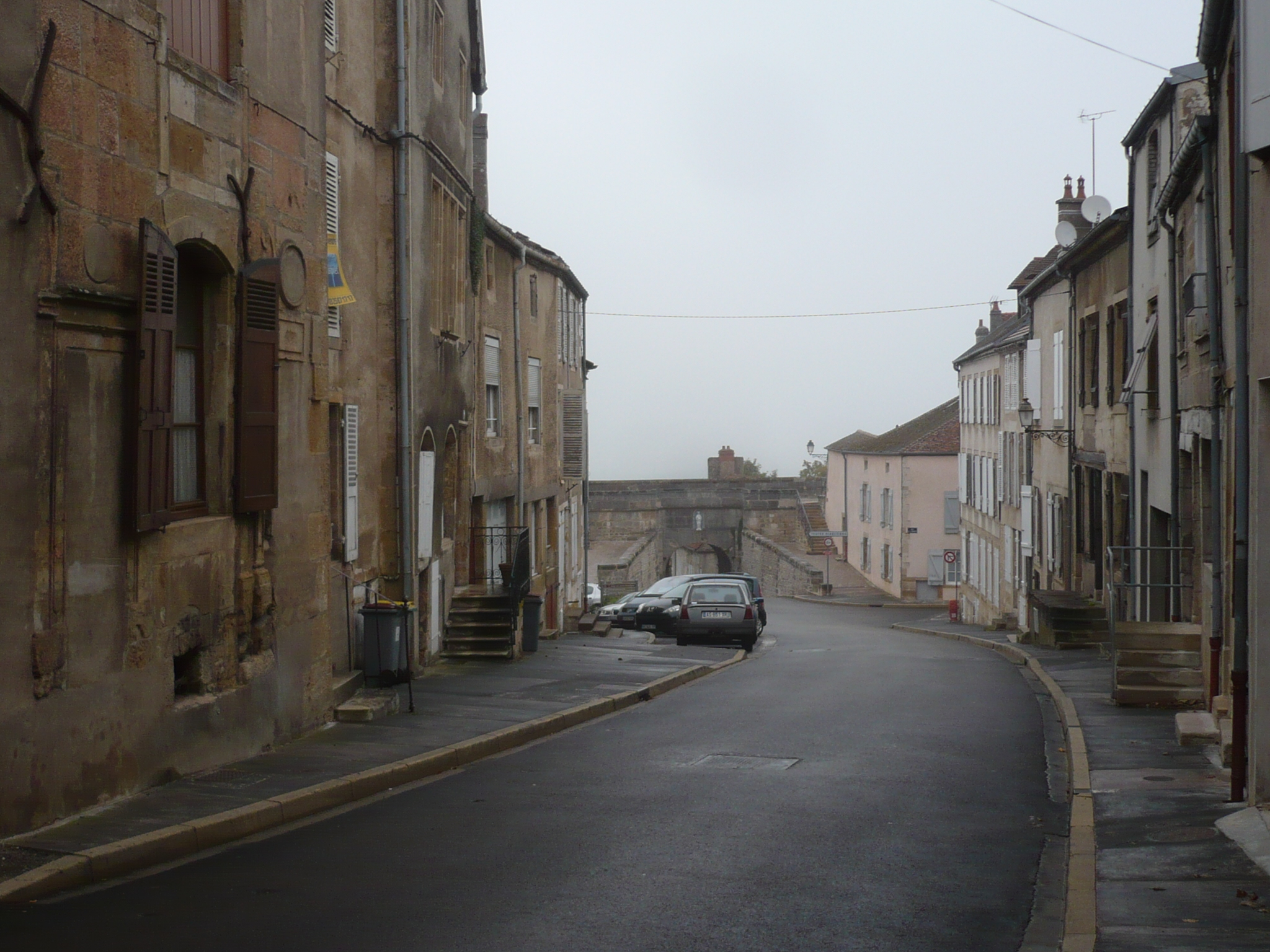
Blick durch die Rue de Longe-Porte zum Stadttor Porte de l’Hôtel de Ville

Die Herkunft des ursprünglichen Namens Andemantunnum ist ungeklärt, ein keltischer Ursprung ist sehr wahrscheinlich. Schon früh galt das Oppidum als Stützpunkt der Lingonen. Sie verbündeten sich während des Gallischen Kriegs mit Cäsar. Bereits in augusteischer Zeit wurde der Ort auch Civitas Lingonum oder Lingonae genannt, woraus sich sein heutiger Name entwickelte. Die Römer umgaben die Stadt mit Festungswerken. Im Zusammenhang mit dem Vierkaiserjahr berichtet Tacitus von Unruhen und späteren Strafaktionen, da sich die Stadt dem Aufstand gegen Nero nicht anschloss. In diesem Zusammenhang ist eine Erhebung des Sabinus 70 n. Chr. überliefert, eines Stammesfürsten der Lingonen, doch sein Aufstand scheiterte. Neun Jahre lang versteckte er sich in einer Grotte in der Nähe der Marne-Quelle, bis er gemeinsam mit seiner Frau nach Rom gebracht und dort hingerichtet wurde.
Das Siegestor aus dem 1. Jahrhundert und zahlreiche Gegenstände, die in den Museen ausgestellt werden, erinnern an die gallo-römische Stadt, die ein wichtiger Verkehrsknotenpunkt im römischen Fernstraßennetz war. Sie lag an dem Kreuzungspunkt, wo der Fernverkehrsweg von Lyon nach Köln von der Heerstraße aus Lousonna (Lausanne) in Rätien nach Bononia (Boulogne-sur-Mer) geschnitten wurde, wo sich das Hauptquartier der römischen Kanalflotte befand. Die civitas gehörte zunächst zur Provinz Gallia Belgica, scheint dann aber bei ihrer Einrichtung der Provinz Germania superior zugerechnet worden zu sein (nach 89 n. Chr.) und wurde schließlich bei der Diokletianischen Reform des Provinzialwesens der Provincia Lugdunensis Prima zugeschlagen.
Im 3. Jahrhundert wurde die Gegend um Andemantunnum christianisiert und bereits im 4. Jahrhundert war Langres ein Bischofssitz. Für das Konzil von Serdica ist die Teilnahme eines Bischofs von Langres bezeugt. Der dritte Bischof der Stadt war der heilige Didier.
Langres wurde 407/411 von den Vandalen zerstört. Die Stadt wurde danach wieder aufgebaut, allerdings deutlich kleiner als zuvor. Die Bischöfe verlegten ihren Sitz im 5. Jahrhundert nach Dijon. Im Jahre 731 wurde die Stadt von den Sarazenen zerstört.
Im Mittelalter fand Langres dank des wachsenden politischen Einflusses seiner Bischöfe zu neuer Blüte. Ungefähr seit 825 war der Bischof von Langres königlicher missus, von Karl dem Kahlen erhielt er das Recht, Münzen zu prägen. Ende des neunten Jahrhunderts wurde der Bischofssitz wieder nach Langres verlegt. Der weltliche Einfluss der Bischöfe von Langres nahm in der Folgezeit zu. Seit Anfang des 13. Jahrhunderts wurden sie zu den Pairs gezählt, ab 1385 führten sie zusätzlich den Titel eines Herzogs von Langres. Die Bischöfe von Langres förderten die Errichtung von Reformklöstern, so befanden sich in der Diözese die Abtei Molesme, Kloster Morimond und das Kloster Clairvaux.
1284 wurde Langres gemeinsam mit der gesamten Champagne Teil des französischen Königreichs. Aufgrund seiner Grenzlage zu Burgund, zu Lothringen und zur Franche-Comté entwickelte sich die Stadt im 14. und 15. Jahrhundert zu einer mächtigen Festung. Auch wurde sie der Schutzaufsicht des Königs unterstellt.

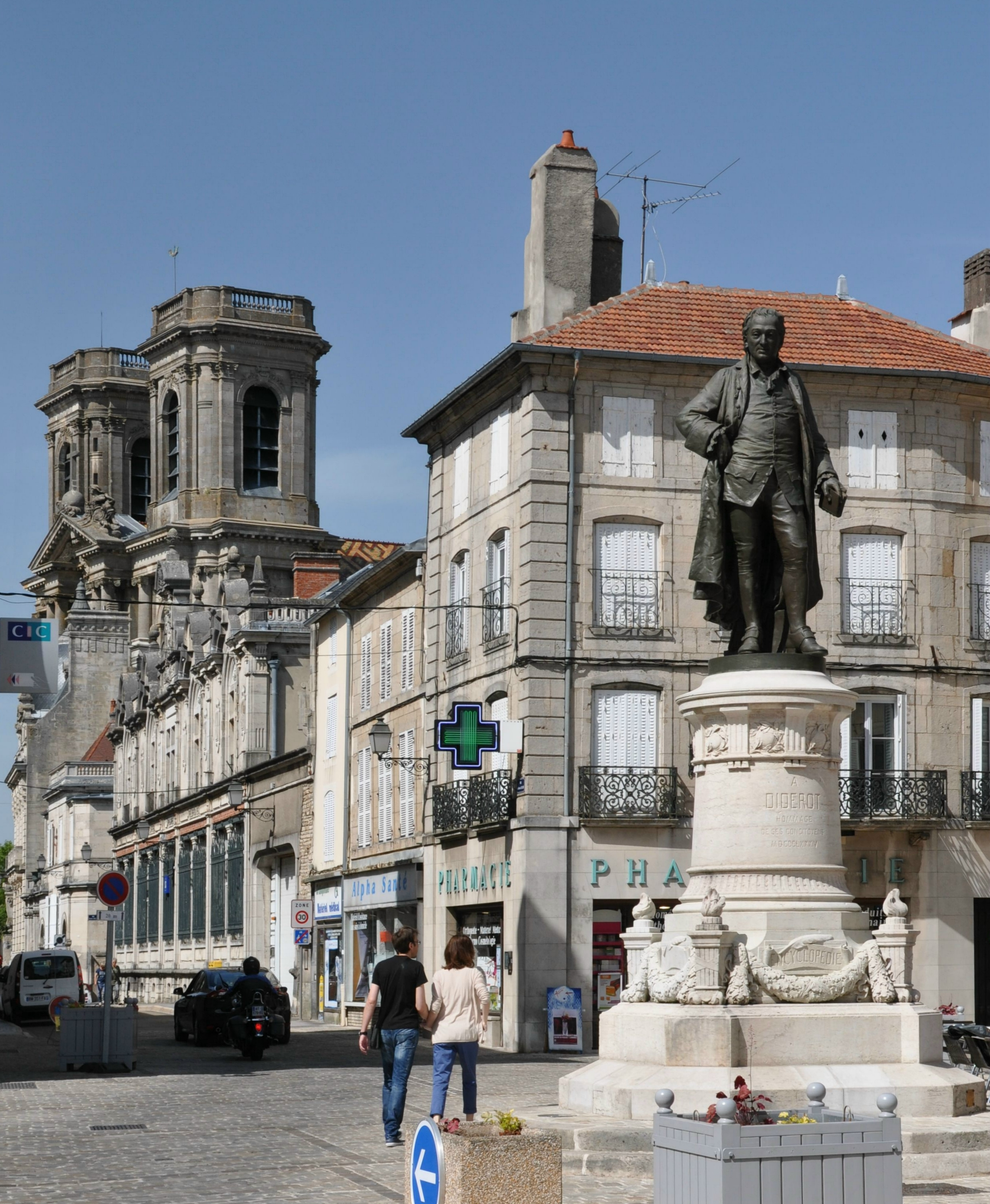
Statue des Diderot mit der Kathedrale im Hintergrund

Die Renaissance stellte für Langres wohl die Periode größten Wohlstands dar. Auf diese Zeit gehen die bürgerlichen, religiösen und militärischen Bauwerke zurück, die man jetzt noch vorfindet. Im 19. Jahrhundert wurden die Festungswerke um eine Zitadelle im Vauban-Stil erweitert.
Im Deutsch-Französischen Krieg wurde die Festung 1870 von einer verstärkten Brigade unter Generalmajor Kuno von der Goltz erfolglos belagert. Die vorhandenen Feldgeschütze reichten nur zur Einschließung der Besatzung von ca. 3000 Mann aus. Bevor die Preußen die Zitadelle angreifen konnten, wurden die Truppen abgezogen, um gegen die Ostarmee unter General Bourbaki zu kämpfen. Zur erneuten Belagerung kam es nicht mehr, weil zwischenzeitlich der Waffenstillstand geschlossen wurde.
Am 15. Juni 1940 wurde die Stadt von Truppen 1. Panzerdivision der deutschen Wehrmacht erobert, die im Rahmen des Westfeldzuges vorrückten. Sie wurde am 13. September 1944 durch amerikanische und französische Truppen befreit, die im Rahmen der Operation Dragoon von Südfrankreich her vorstießen.
2004 wurde in einem Schutthaufen bei Langres ein Steinmeteorit gefunden. Er wurde erst später als Meteorit erkannt und als eisenarmer Typ L4 klassifiziert. Der Meteorit hatte ein Gewicht von 340 Gramm.

## Bevölkerungsentwicklung
| Jahr      | 1962 | 1968   | 1975   | 1982   | 1990 | 1999 | 2009 | 2018 | 2021 |
| Einwohner | 9577 | 10.846 | 11.437 | 10.468 | 9987 | 9586 | 8066 | 7699 | 7697 |

## Sehenswürdigkeiten

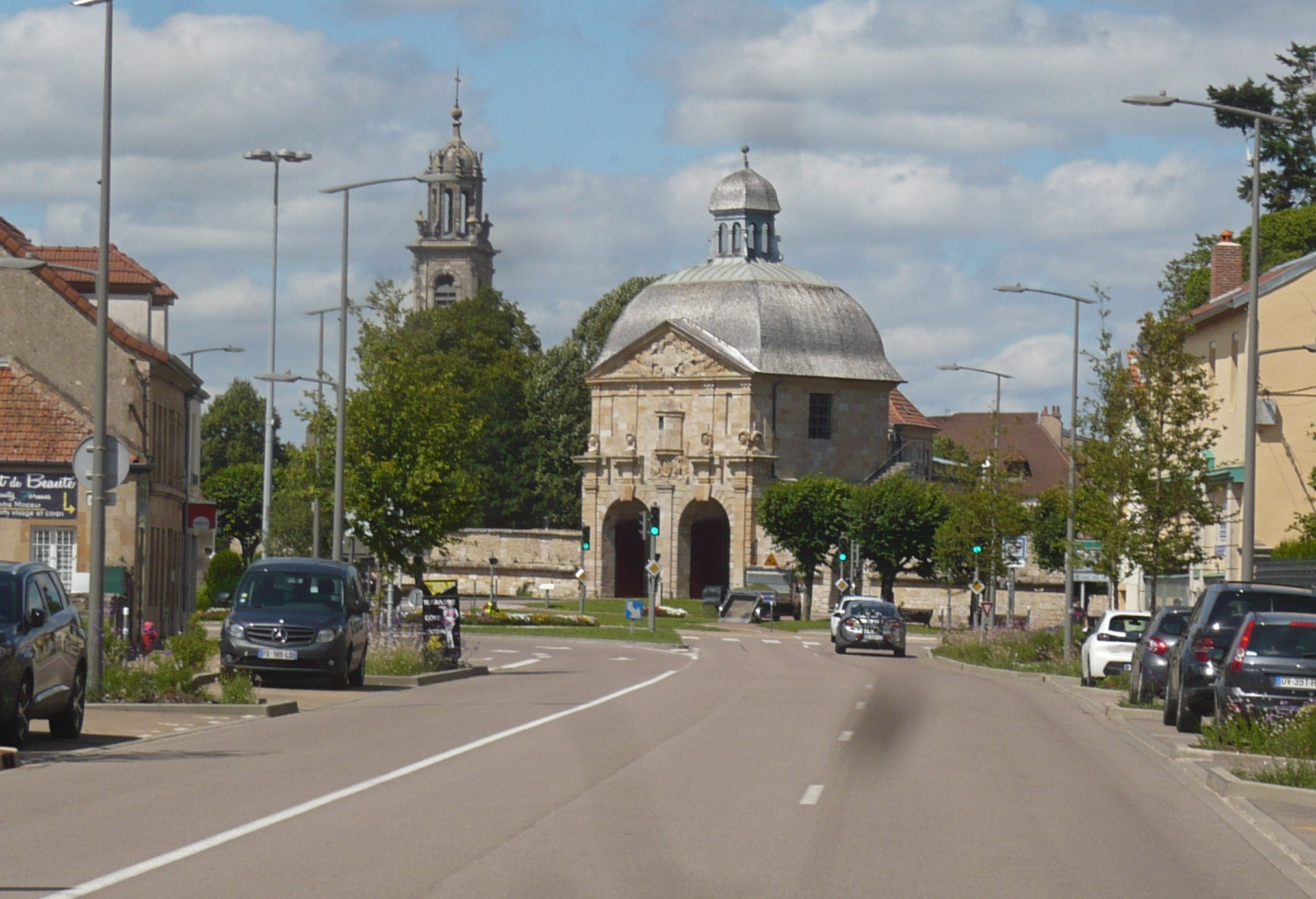
Stadttor Porte des Moulins, dahinter der Turm der Kirche Saint-Martin

- Stadtmauer: vier Kilometer lang mit 12 Türmen, darunter dem Doppelturm Tour de Navarre / Tour d’Orval, und 7 Toren
- Kathedrale St-Mammès: erbaut in zwei Phasen von Osten nach Westen zwischen etwa 1160 und 1220.[4] Sie verbindet auf gelungene Weise den burgundisch-romanischen Formenschatz mit den zögerlichen Anwendungen der Gotik. Zu ersterem gehören insbesondere die an Cluny III und die Kathedrale von Autun erinnernde Pilasterdekoration, zu letzterem die Kreuzrippen-Wölbung des Mittelschiffs und das System der Strebepfeiler. Klassizistische Fassade aus dem 18. Jahrhundert.
- Maison des Lumières Denis Diderot: das Museum, das dem Leben von Denis Diderot und der französischen Aufklärung gewidmet ist, befindet sich im Zentrum von Langres am 1, place Pierre Burelle in dem umgebauten Hôtel du Breuil de Saint-Germain.
- Musée d’Art et d’Histoire,  Museum für Kunst und Archäologie nahe der Kathedrale in einem 1997 errichteten Neubau.[5]

## Verkehr

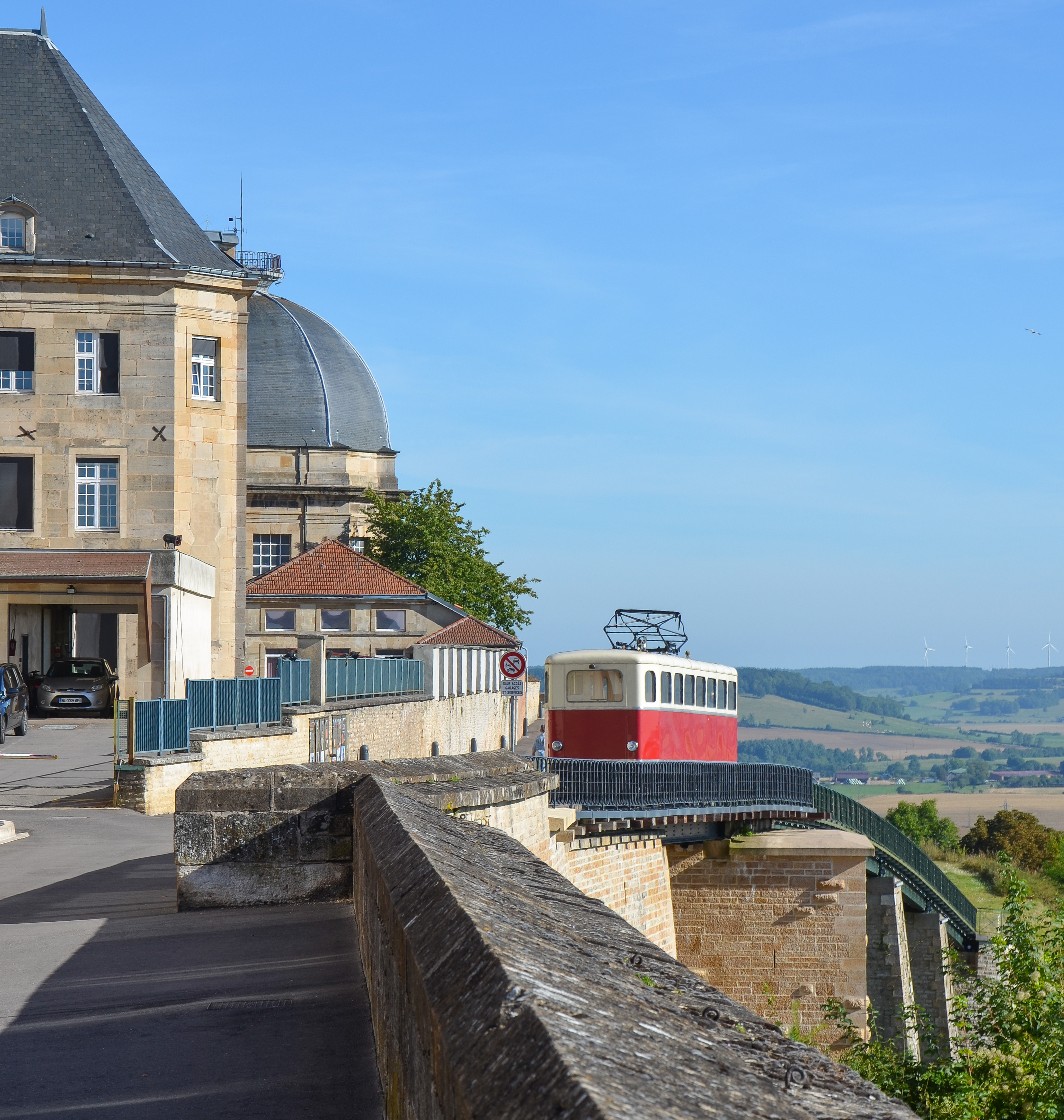
Historischer Zahnrad-Triebwagen an der Promenade Jules Hervé

Der Bahnhof Langres-Marne liegt etwa 130 Meter unterhalb der Altstadt an der Bahnstrecke Paris–Mulhouse. Die von dort abgehende Zweigstrecke nach Poinson-lès-Grancey mit der Station Langres-Bonnelle wurde 1972 stillgelegt.
Von 1887 bis 1971 verkehrte zwischen der Altstadt und dem Bahnhof Langres-Marne eine Zahnradbahn. Zwei der jüngeren Fahrzeuge blieben erhalten, eines davon steht auf einem kurzen Gleisstück an der Promenade Jules Hervé.
Etwa 10 Kilometer nordwestlich von Langres mündet die von Paris über Troyes kommende Autobahn A 5 auf die A 31 (Autoroute de Lorraine-Bourgogne), die Beaune und Dijon im Burgund mit Nancy und Metz in Lothringen verbindet. Das Autobahndreieck befindet sich zwischen den Anschlussstellen Langres-Nord und Langres-Sud der A 31. Durch Langres führt zudem aus Paris über Chaumont kommend die Route nationale 19, die in östlicher Richtung, streckenweise autobahnähnlich ausgebaut, nach Belfort führt, wo sie mit der A 36 Besançon–Mulhouse wieder das Autobahnnetz erreicht.

## Persönlichkeiten
- Urban von Langres, † 375, Bischof von Langres und Autun, Schutzpatron des Weinbaus
- Gregor von Langres, in der 1. Hälfte des 6. Jahrhunderts Bischof der Stadt
- Tetricus von Langres, in der 2. Hälfte des 6. Jahrhunderts Bischof der Stadt
- Simon Girault (1552–nach 1613), Pädagoge, Geograph und Autor
- Jeanne Mance (1606–1673), Mitbegründerin der kanadischen Stadt Montreal
- Jean Michelin (1623–1696), Maler
- Claude de Choiseul-Francières (1632–1711), Marschall von Frankreich
- Jean Barbier d’Aucour (1641–1694), Schriftsteller und Mitglied der Académie française
- Denis Diderot (1713–1784), Schriftsteller, Philosoph und Enzyklopädist
- Claude Godard d’Aucour (1716–1795), Schriftsteller
- Desessarts (1737–1793), Schauspieler an der Comédie-Française
- Nicolas Viton de Saint-Allais (1773–1842), Genealoge, Archivar und Heraldiker
- Jean-François Roger (1776–1842), Mitglied der Académie française
- François-Nicolas-Madeleine Morlot (1795–1862), Kardinal und Erzbischof von Paris
- Joseph-Philibert Girault de Prangey (1804–1892), Zeichner und Photograph, bedeutend durch seine Bilder der Orientreisen
- Auguste Laurent (1807–1853), Chemiker
- Étienne Vacherot (1809–1897), Philosoph
- Jules Violle (1841–1923), Physiker und Erfinder
- Joseph Barthélemy (1867–1951), Offizier, zuletzt Generalmajor und Mitglied in der Interalliierten Kontrollkommission (IMKK)
- Jules-René Hervé (1887–1981), Maler des Impressionismus
- Guy Fréquelin (* 1945), Motorsportler
- Régis Clère (1956–2012), Radrennfahrer
- Sibyle Veil (* 1977), Politikwissenschaftlerin

## Städtepartnerschaften
- Ellwangen (Jagst) (Baden-Württemberg, Deutschland), seit 1964
- Abbiategrasso, (Italien)

Diese beiden Städte unterhalten auch untereinander eine Städtepartnerschaft.

## Sonstiges
Etwas westlich, an der Grenze zum Département Côte-d’Or liegt der 11. und neueste Nationalpark Frankreichs, der Nationalpark Forêts. Er ist dem Erhalt der Wälder auf dem Plateau von Langres gewidmet.
Langres ist Namengeber für den gleichnamigen Käse, der auf dem Plateau von Langres hergestellt wird. Dessen Qualität sowie Herstellungsverfahren und Produktionsregion sind seit 1991 durch die Appellation d’Origine Contrôlée festgelegt.

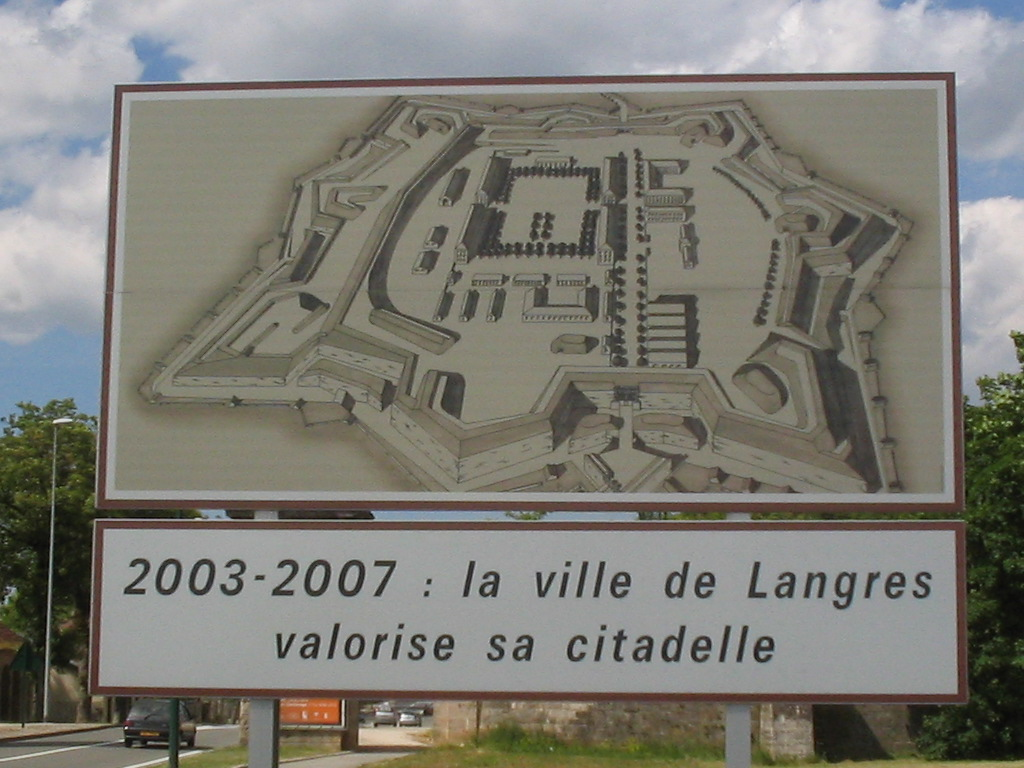
Ansicht der Zitadelle
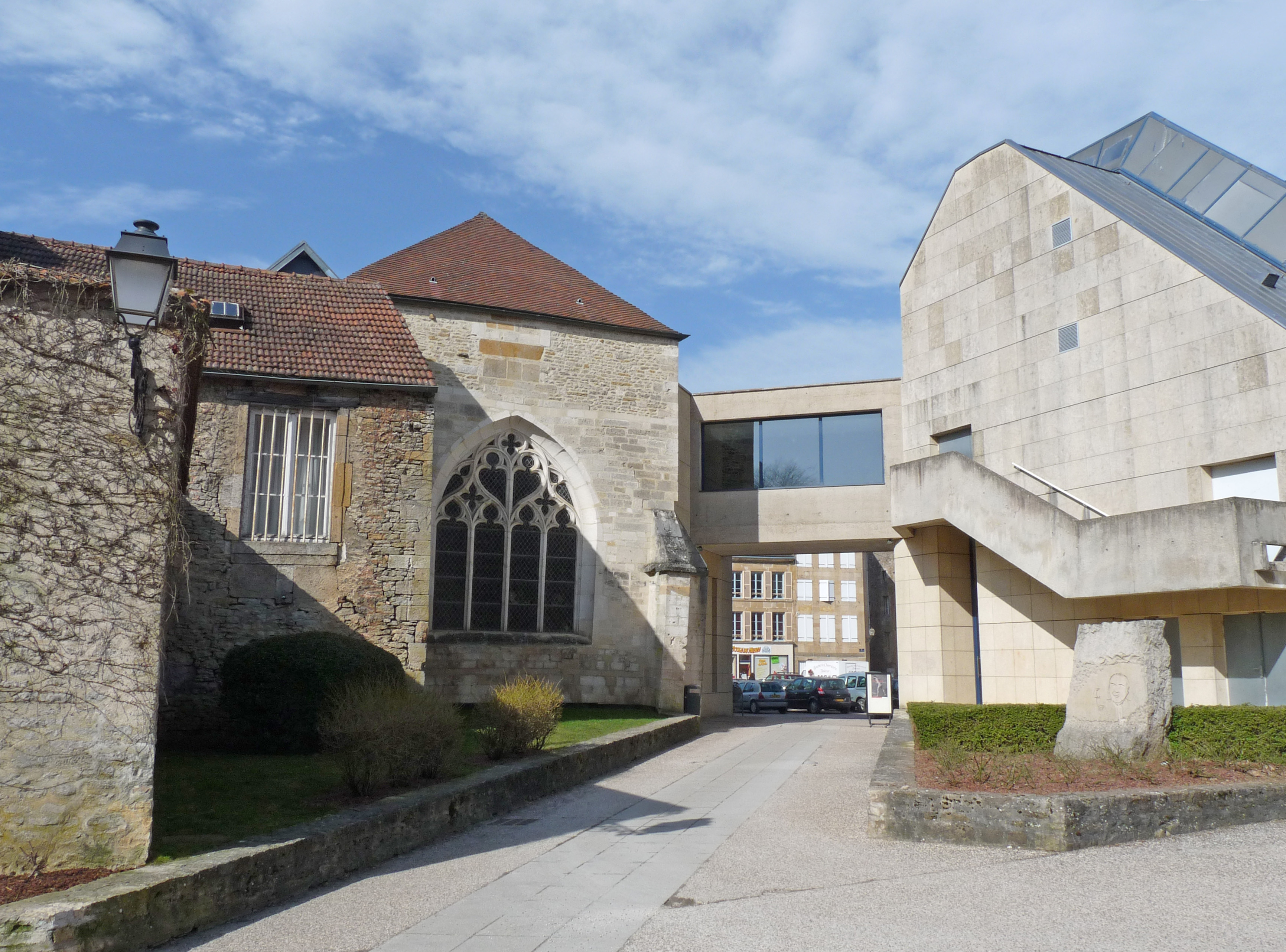
Sainte-Madeleine und das zugehörige frühere Kloster Saint-Didier, jetzt Musée d’art et d’histoire de Langres
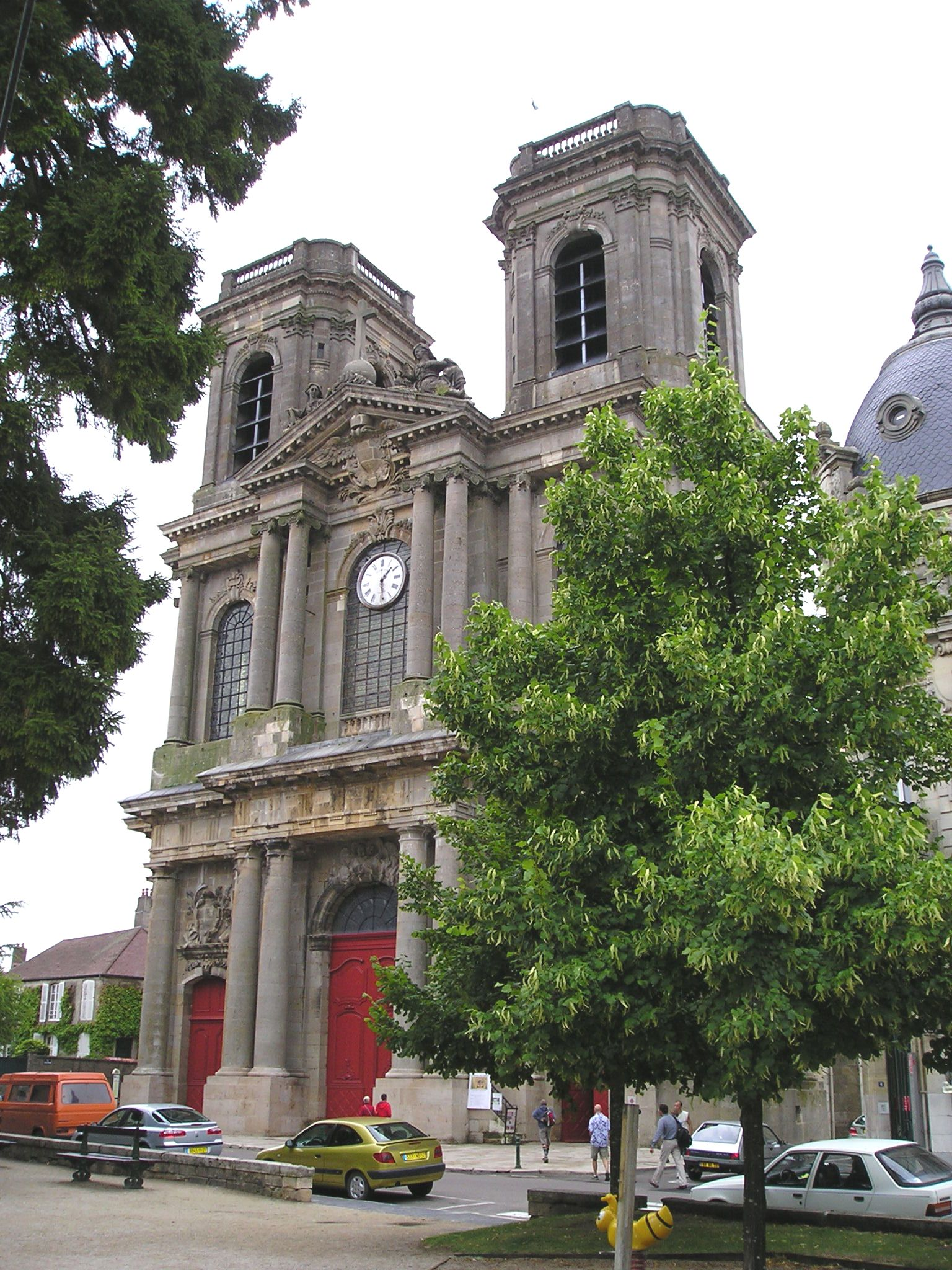
Klassizistische Fassade der Kathedrale
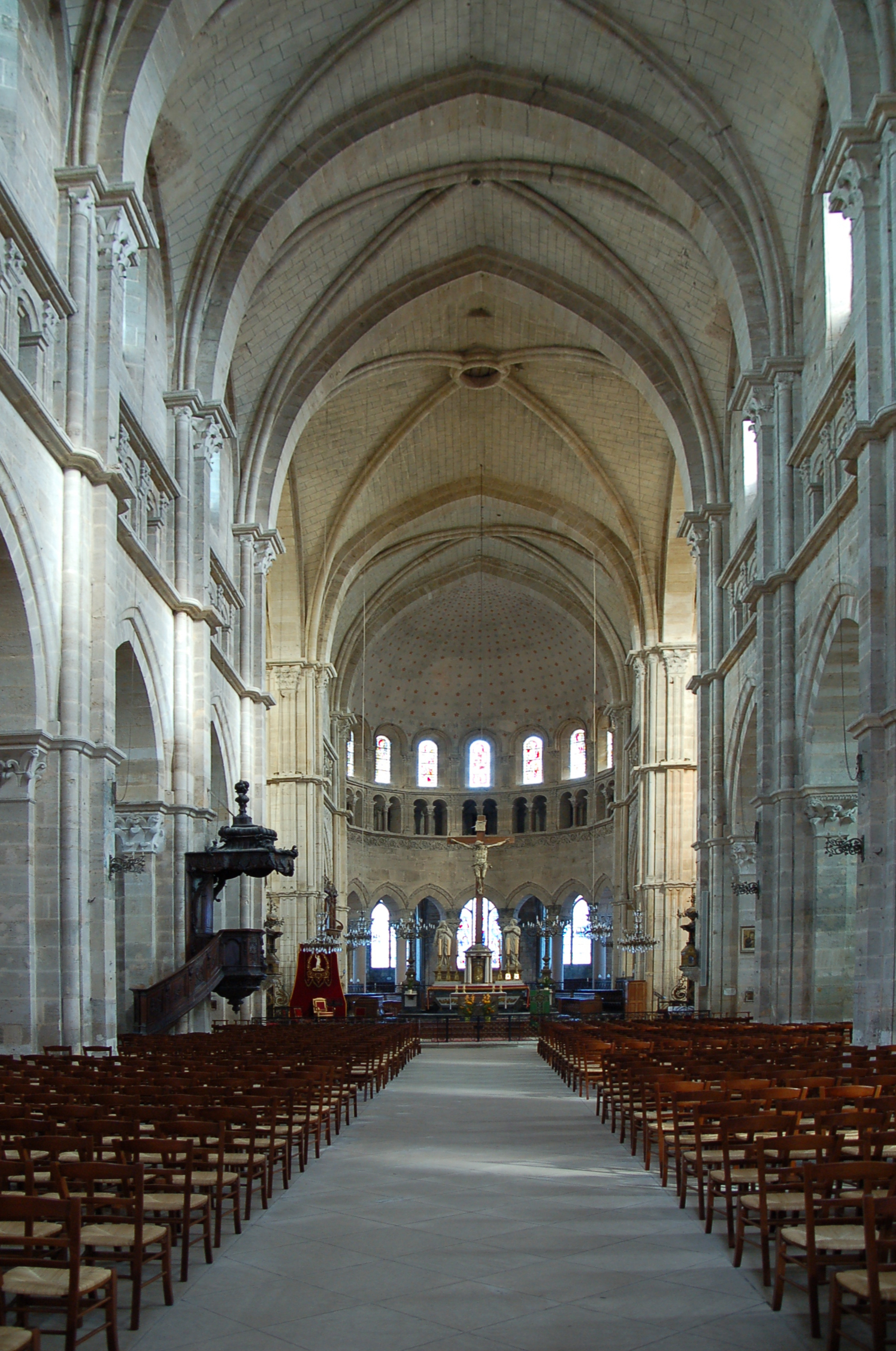
Innenraum der Kathedrale